# Михайловка (Полибинский сельсовет)
Миха́йловка — село в Бугурусланском районе Оренбургской области. Входит в состав Полибинского сельсовета.

## География
Село находится на левом берегу реки Мочегай, на расстоянии примерно 37 км (по прямой) к северо-востоку от города Бугуруслан, административного центра района.

### Часовой пояс
Село Михайловка, как и вся Оренбургская область, находится в часовой зоне МСК+2. Смещение применяемого времени относительно UTC составляет +5:00.

## Население
| 2010 |
| ---- |
| 89   |

### Национальный состав
Согласно результатам переписи 2002 года, в национальной структуре населения русские составляли 85 % из 151 чел.